# Tálknafjörður
Tálknafjörður est une ancienne municipalité située sur la côte ouest de l'Islande (Vestfirðir). En 2022, la ville compte 236 habitants.